# Pape Niokhor Fall
Pape Niokhor Fall (ur. 15 września 1977) – senegalski piłkarz grający na pozycji pomocnika. W swojej karierze rozegrał 18 meczów w reprezentacji Senegalu.

## Kariera klubowa
Karierę piłkarską Fall rozpoczął w klubie ASC Jeanne d’Arc z Dakaru. W jego barwach zadebiutował w pierwszej lidze senegalskiej. Wraz z Jeanne d’Arc czterokrotnie wywalczył mistrzostwo Senegalu w latach 1999, 2001, 2002, 2003.
W 2005 roku Fall przeszedł do albańskiego Dinama Tirana. W 2006 roku wrócił do Afryki. Najpierw grał w Africa Sports Abidżan z Wybrzeża Kości Słoniowej, a następnie w Renacimiento FC, z którym zdobył Puchar Gwinei Równikowej.

## Kariera reprezentacyjna
W reprezentacji Senegalu Fall zadebiutował w 1998 roku. W 2000 roku został powołany do kadry na Puchar Narodów Afryki 2000, na którym rozegrał 4 mecze: z Burkina Faso (3:1), z Egiptem (0:1), z Zambią (2:2) i ćwierćfinale z Nigerią (1:2). W kadrze narodowej od 1998 do 2000 roku rozegrał łącznie 18 meczów.